# 霍奇貝斯特峰
72°34′S 0°27′E / 72.567°S 0.450°E
霍奇貝斯特峰（德語：Horgebest），是南極洲的山脈，位於毛德皇后地的瑪塔公主海岸，屬於斯維爾德魯普山脈的一部分，由德國的探險隊拍攝空中照片，現時由南極條約體系管理。